# لوته: جانت را نجات بده
لوته: جانت را نجات بده (اسپانیایی: El Lute: camina o revienta‎) فیلمی اسپانیایی به کارگردانی بیسنته آراندا است که در سال ۱۹۸۷ منتشر شد. این فیلم نامزد دریافت ۴ جایزه گویا (بهترین فیلم، بهترین کارگردان، بهترین بازیگر مرد و بهترین بازیگر زن) بود. از بازیگران آن می توان به ایمانوئل آریاس و بیکتوریا آبریل اشاره کرد.